# Milperra

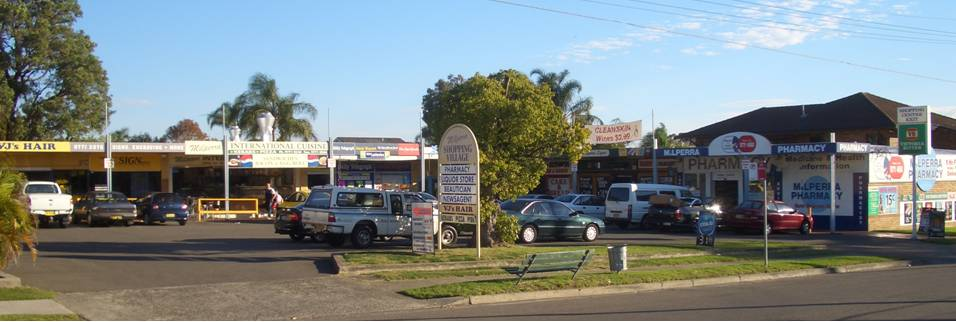
Shopping Village de Milperra

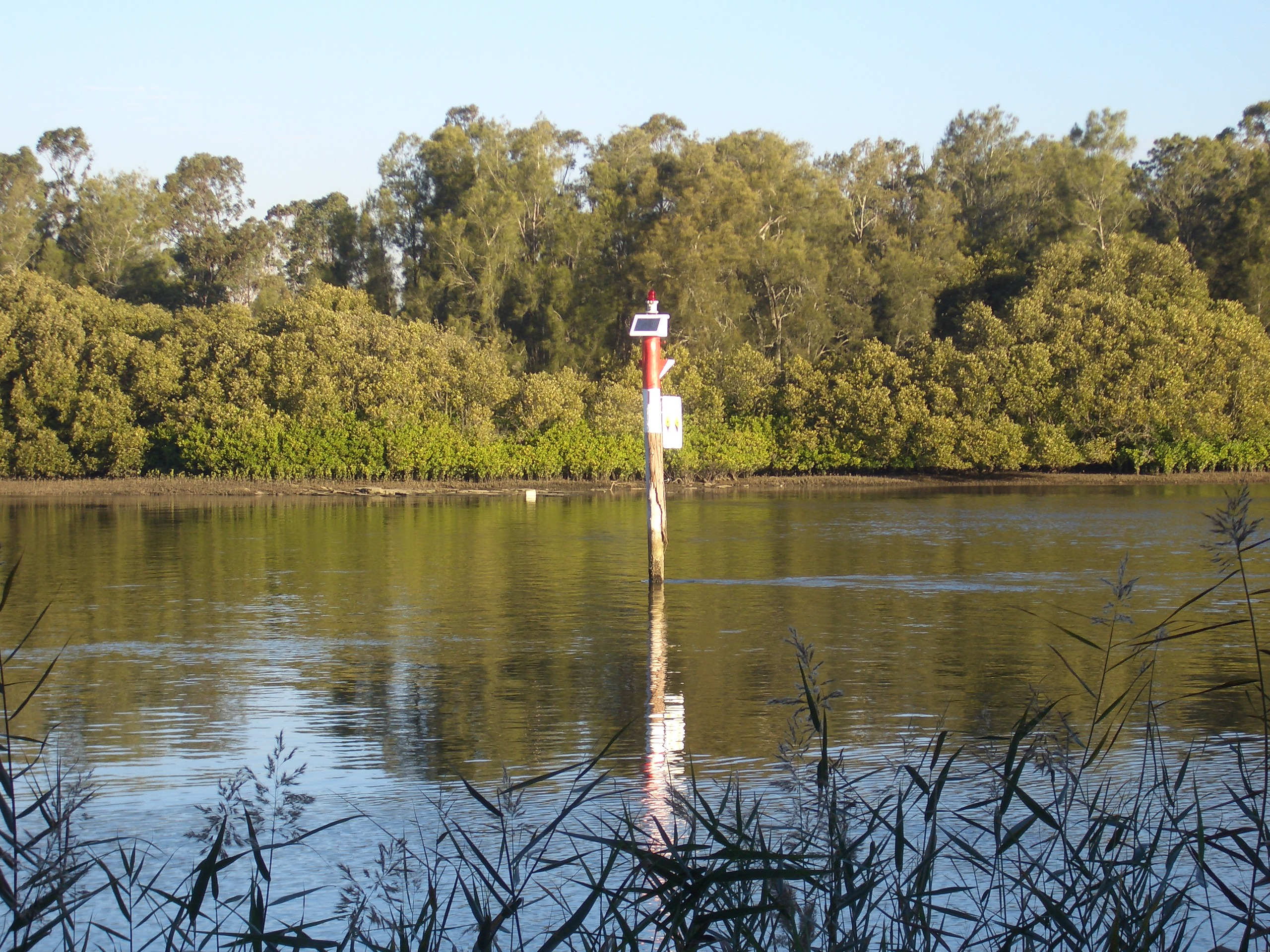
Deepwater Park, Riu Georges

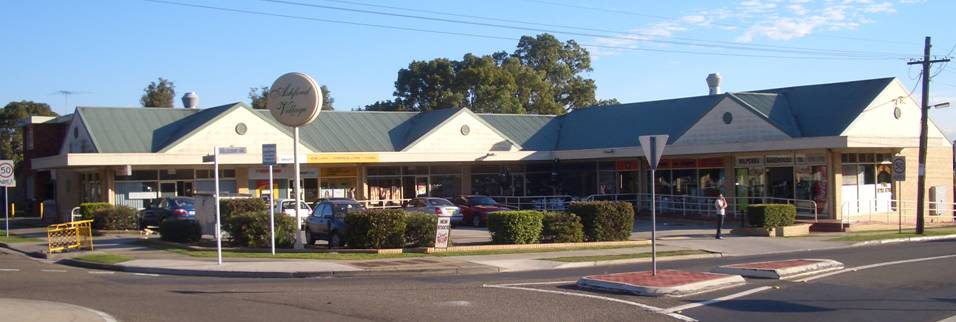
Ashford Village

Milperra, és una part suburbana de la ciutat de Bankstown (oficialment City of Bankstown), dins l'àrea metropolitana de Sydney a uns 24 quilòmetres del centre de negocis de Sydney a l'estat de Nova Gal·les del Sud, Austràlia, i forma part de la regió sud-oest de Sidney. Té uns 4.000 habitants.

## Història
Milperra és la paraula en idioma dels aborígens per un munt de persones. El territori de Milperra originàriament pertanyia a George Johnson Jr. Després de la Primera Guerra Mundial, alguns soldats que van retornar a Austràlia hi van establir granges de pollastres i horts. Aquesta zona coneguda com a Thorns Bush (matollar espinós), oficialment va passar a dir-se Bankstown Soldier Settlement l'any 1917. Molts carrers d'aquesta zona reben els seus noms de batalles i oficials de la Primera Guerra Mundial.
El Milperra College of Advanced Education es va fundar l'any 1974, el qual va esdevenir el campus Bankstown de la Universitat de l'Oest de Sydney el 1989.
El dia del Pare de setembre de 1984 hi va haver a Milperra un enfrontament entre dues bandes rivals de motoristes (Comanchero Motorcycle Club i els Bandidos). Aquest enfrontament es coneix com la Milperra Massacre. Hi van morir 6 motoristes i una noia de 14 anys.
Milperra disposa d'una mescla de zones residencials, comercials i industrials.

## Residents notables
- El nedador Ian Thorpe va néixer a Milperra.